# Patrick Spannring
Patrick Spannring (* 6. November 1990 in Dornbirn) ist ein österreichischer Eishockeyspieler, der zuletzt beim SC Hohenems in der Ö Eishockeyliga unter Vertrag stand.

## Karriere
Patrick Spannring spielte bis 2011 für EHC Lustenau, SPG Dornbirn/Lustenau und den Dornbirner EC. Mit Dornbirn wurde er 2010 Meister der Nationalliga und 2011 Vizemeister. Zudem wurde er im Januar 2011 für ein Spiel an den EC KAC ausgeliehen.

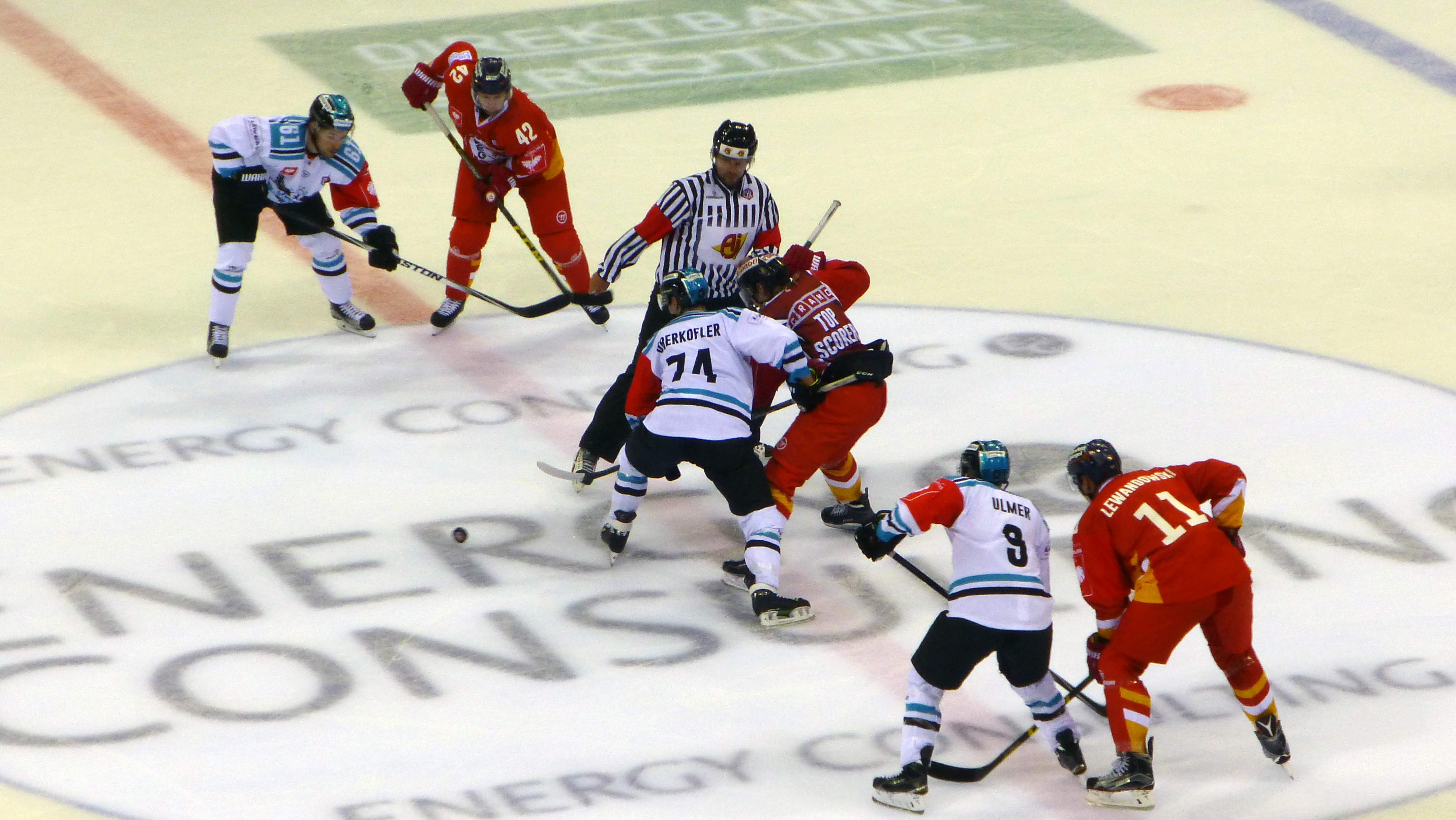
Patrick Spannring (ganz links) im August 2015

Im Mai 2011 wurde Spannring vom EHC Linz unter Vertrag genommen und gewann in seiner ersten Saison mit den Black Wings den Österreichischen Meistertitel. In den folgenden Saisons konnte er mit Linz stets das Playoff erreichen. Zudem war er mit Linz Teilnehmer der Champions Hockey League 2015/16 und 2016/17.
Im Mai 2018 wurde er vom EC VSV unter Vertrag genommen und spielte dort bis Ende Dezember 2019, ehe zum 1. Januar 2020 zum HC Thurgau wechselte. Zur Saison 2022/23 kehrte Spannring nach Österreich zurück, als er sich den Pioneers Vorarlberg anschloss. Dort verbrachte der Flügelstürmer zwei Saisonen; für die Spielzeit 2024/25 wurde er im Anschluss vom österreichischen Drittligisten SC Hohenems aus der Ö Eishockeyliga unter Vertrag genommen.

### International
Am 8. April 2015 gab Spannring in einem WM-Vorbereitungsspiel gegen Ungarn sein Debüt in der Österreichischen Nationalmannschaft. Sein erstes großes Turnier spielte er mit den Alpenländlern bei der Weltmeisterschaft 2017 in der Division I, als der Aufstieg in die Top-Division gelang.

## Erfolge und Auszeichnungen
- 2010 Nationalliga-Meister mit dem Dornbirner EC
- 2011 EBEL-YoungStar des Monats Oktober
- 2012 Österreichischer Meister mit dem EHC Linz

### International
- 2017 Aufstieg in die Top-Division bei der Weltmeisterschaft der Division I, Gruppe A

## Karrierestatistik
(Legende zur Spielerstatistik: Sp oder GP = absolvierte Spiele; T oder G = erzielte Tore; V oder A = erzielte Assists; Pkt oder Pts = erzielte Scorerpunkte; SM oder PIM = erhaltene Strafminuten; +/− = Plus/Minus-Bilanz; PP = erzielte Überzahltore; SH = erzielte Unterzahltore; GW = erzielte Siegtore; 1 Play-downs/Relegation; Kursiv: Statistik nicht vollständig)